# Cefalocàrides
Els cefalocàrides (Cephalocarida) són una classe de crustacis que agrupa nou espècies bentòniques. Van ser descoberts el 1955 per Sanders, que va descriure l'espècie Hutchinsoniella macracantha, i no existeix cap registre fòssil del grup, tot i que alguns especialistes suggereixen una semblança amb els crustacis primitius. Són hermafrodites.
Els cefalocàrides se situen a la zona intermareal, i se n'han trobat des de la zona litoral fins a una profunditat de 1.500 m, en tota mena de sediments. S'alimenten de detritus marins, per a la captació dels quals generen corrents d'aigua amb els apèndixs toràcics, com ho fan també els branquiòpodes.
La distribució comprèn punts localitzats de les costes d'Amèrica, de l'Àfrica occidental, de Nova Zelanda i del Japó.

## Descripció i anatomia
L'anatomia dels cefalocàrides és simple si la comparem amb la d'altres crustacis: 
- el cos és petit i allargat (de 2 a 3,5 mm), comprimit a la zona cefàlica, on presenta una mena d'escut cefàlic
- el tòrax està dividit en vuit segments que tenen apèndixs biramis
- l'abdomen té onze segments, i el darrer articula el tèlson, però no altres apèndixs
- el segon parell de maxil·les guarda semblança amb els apèndixs toràcics
- els ulls estan incrustats en l'exoesquelet, la qual cosa dificulta la seva observació.

## Sistemàtica
Estan dintre dels Xenocarida, conjuntament amb els Remipedia.
La classe cefalocàrides només inclou un ordre, Brachypoda (Birshteyn, 1960), i una família, Hutchinsoniellidae (Sanders, 1955). La llista de la ITIS només contempla dos gèneres i quatre espècies:
- Hutchinsoniella, Sanders, 1955.
  - Hutchinsoniella macracantha

- Lightiella, Jones, 1961.
  - Lightiella floridana
  - Lightiella incisa
  - Lightiella serendipita